# Karim Karimow

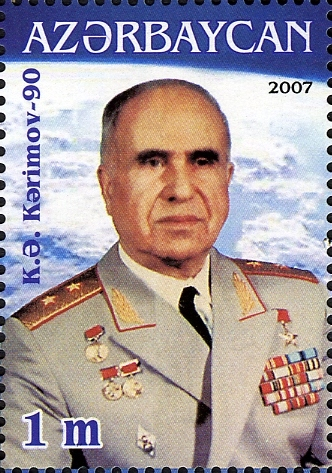
Briefmarke Aserbaidschans zum 90. Geburtstag von Karim Karimow

Karim Karimow (Aserbaidschanisch Kərim Kərimov oder Kərim Abbasəli oğlu Kərimov; Russisch Кери́м Абба́с-Али́евич Кери́мов; * 14. November 1917 in Baku, Gouvernement Baku, Russisches Kaiserreich; † 29. März 2003 in Moskau, Russland) war ein sowjetisch-aserbaidschanischer Ingenieurwissenschaftler, Generalleutnant der Artillerie der sowjetischen Armee und Vorsitzender der Kommission für bemannte Raumfahrtmissionen der Sowjetunion zwischen 1966 und 1991. Er gilt als Pionier und eine der berühmtesten Führungspersönlichkeiten des sowjetischen Raumfahrtprogramms. Trotz seiner prominenten Rolle wurde der Name von Karimow lange Jahre vor der sowjetischen und internationalen Öffentlichkeit geheim gehalten.

## Biographie
Karimow ist in die Familie eines Verfahrenstechnikers hineingeboren. Von 1936 bis 1939 studierte er an der energetischen Fakultät des Polytechnischen Instituts Nowotscherkassk namens Sergo Ordschonikidse (heute Südrussische Staatliche Technische Universität). 1942 absolvierte er die Aserbaidschanische Staatliche Öl- und Industrie-Universität. Ende 1943 erwarb Karimow einen weiteren Abschluss von der Feliks-Dzierżyński-Artillerieakademie in Moskau.
Während des Zweiten Weltkriegs arbeitete Karimow unter anderem in den Moskauer Fabrikanlagen und war verantwortlich für die Inspektion und Verwendung des sowjetischen Mehrfachraketenwerfers Katjuscha. Gemeinsam mit anderen Spezialisten für Raketentechnologie wurde er 1946 nach Nordhausen entsandt, um mehr Details über die Herstellung der ballistischen Artillerie-Rakete Aggregat 4 (1944 von Joseph Goebbels zur Vergeltungswaffe erklärt) zu sammeln.
Bis 1960 bekleidete Karimow im sowjetischen Innenministerium verschiedene Ämter und arbeitete sich im Laufe der Zeit vom leitenden Ingenieur zum Vorsitzenden der Direktion für Strategische Raketentruppen (heute Weltraumtruppen) empor. Im September 1960 rückte er zum Leiter der Hauptdirektion für Raketenwaffen (Russisch: Главное управление ракетного вооружения). Vier Jahre später leitete Karimow bereits die neu errichtete Zentralstelle für Luft- und Raumfahrtausrüstung. Für die Konzipierung und Einführung des Aufklärungssatellits „Zenit“ wurde er 1961 mit dem Leninorden ausgezeichnet. 1965 bekam Karimow eine weitere leitende Position im Ministerium für Allgemeinen Maschinenbau der Sowjetunion als Chef der Raumfahrtverwaltung, die sich mit der Entwicklung der Raketen- und Weltraumtechnologie befasste.
Der Höhepunkt seiner Karriere bis dahin war die Ernennung zum Vorsitzenden der Staatlichen Kommission für bemannte Flüge nach dem Tod von Sergei Pawlowitsch Koroljow im Jahr 1966. Karimow fungierte außerdem als Vorsitzender der Staatlichen Kommission für die Flugtestversuche des ersten sowjetischen Telekommunikationssatellits „Molnija 1“, des Wettersatellits „Meteor 1“, sowie des Orientierungssputniks zur Erfassung des Planeten Erde.
Für das erfolgreiche Andocken zweier unbemannter Sojus-Raumschiffe – „Kosmos 186“ und „Kosmos 188“ im Orbit wurde Karimow im Oktober 1967 im Alter von 50 Jahren zum Generalleutnant befördert.
1974 wurde Karimow auf den Posten des stellvertretenden Direktors des sowjetischen Forschungsinstituts für Maschinenbau berufen. Er koordinierte dabei den Aufbau, die Startmission und den Betrieb der bemannten Raumstation „Mir“. Gleichzeitig behielt Karimow seine Funktion als Vorsitzender der Staatlichen Kommission für bemannte Raumflüge.
1975 leitete Karimow die Vorbereitungen des gemeinsamen sowjetisch-amerikanischen Testprojekts „Apollo-Sojus“. Unter seiner Aufsicht begaben sich die Kosmonauten auf die Raumfahrtmissionen. Ausgerechnet ihm berichteten die Raumfahrer am Weltraumbahnhof Baikonur über ihre Flugbereitschaft und über die Erfüllung der Mission nach der Landung. Sein Name wurde jedoch in den Massenmedien nie erwähnt und über Jahrzehnte streng verheimlicht. In sowjetischen TV-Berichten war Karimow stets von hinten zu sehen. Bekannt wurde seine Identität erst im Sommer 1987, als die Zeitungen Prawda und Sowetskaja Rossija über seine großen Verdienste schrieben. Nach 25 Jahren trat Karimow 1991 in den Ruhestand im Alter von 74 Jahren.
Nach der Beendigung der aktiven Karriere blieb Karimow in Moskau und veröffentlichte 1995 ein Buch über die Geschichte des sowjetischen Weltraumprogramms. Zudem verfasste er im selben Jahr ein autobiographisches Werk mit dem Titel „Der Weg zum Weltraum“ (Notizen des Vorsitzenden der Staatlichen Kommission), das 1995 im Verlag „Aserbaidschan“ in Baku erschien. Karimow war in den 1990er Jahren Ehrenmitglied der Nationalen Akademie der Wissenschaften Aserbaidschans. Er starb am 29. März 2003 und wurde auf dem Wagankowoer Friedhof in Moskau beigesetzt.

## Auszeichnungen
- Die Medaille "Sieg über Deutschland" im Großen Vaterländischen Krieg 1941–1945;
- Stalinpreis (1950);
- Held der sozialistischen Arbeit (1987)- für die führende Rolle beim Aufbau der bemannten Raumstation „Mir“;
- Verdienstorden für das Vaterland – für den persönlichen Beitrag zur Bildung und Entwicklung der russischen Raumfahrt- und Raketenproduktion;
- Leninorden – für die Vorbereitung des ersten bemannten Weltraumfluges (1961). Eine zweite Auszeichnung bekam er im Jahr 1987
- Zwei Orden des Roten Banners der Arbeit;
- Orden des Roten Sterns;
- Staatspreis der UdSSR (1979)

## Sonstiges
Nach Karimow ist die Schule Nr. 157 (heute Gymnasium Nr. 1583) der Stadt Moskau benannt worden.